# Heidelberg Cement

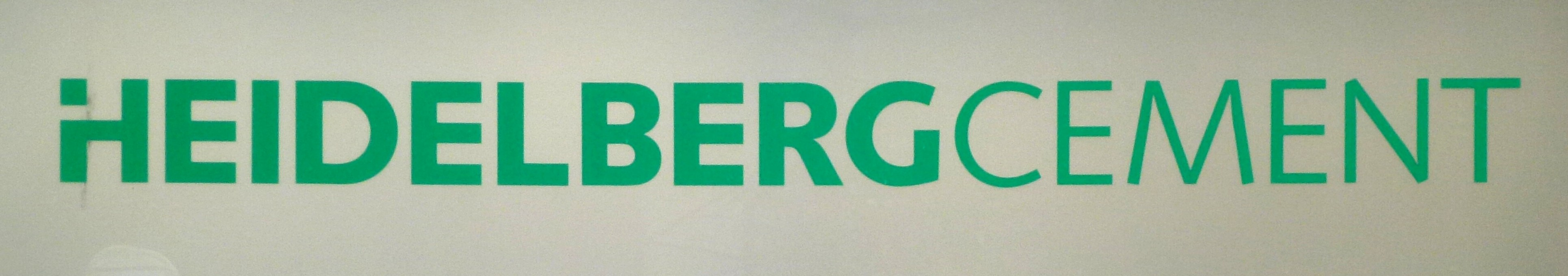
Heidelberg Cements skylt i Stockholm.

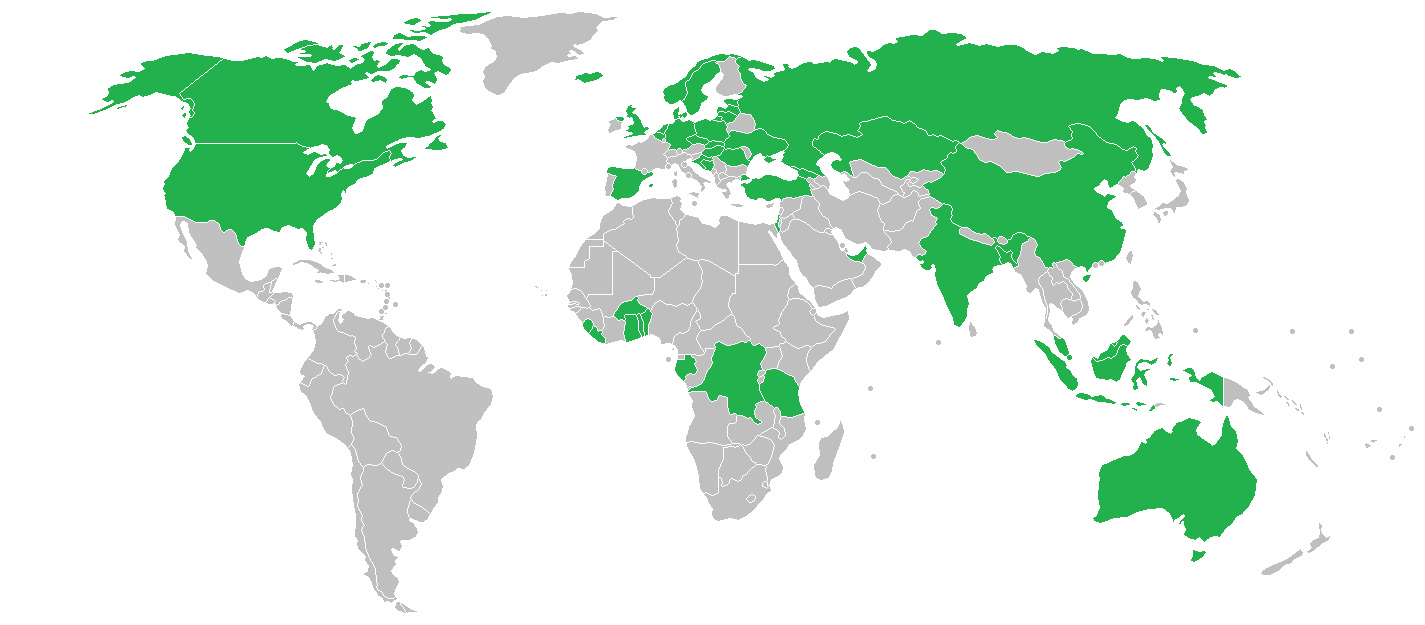
Global representation av HeidelbergCement AG (2009).

Heidelberg Cement AG är ett tyskt företag med produktion av byggnadsmaterial, med säte i Heidelberg, Tyskland. Det är en av världens största cementtillverkare. År 2010 producerades omkring 78 miljoner ton cement. Företaget sysselsätter cirka för närvarande (2010) runt 53 000 personer vid 2 500 platser i mer än 40 länder och har en årlig omsättning på cirka 11 miljarder euro.

## Historik

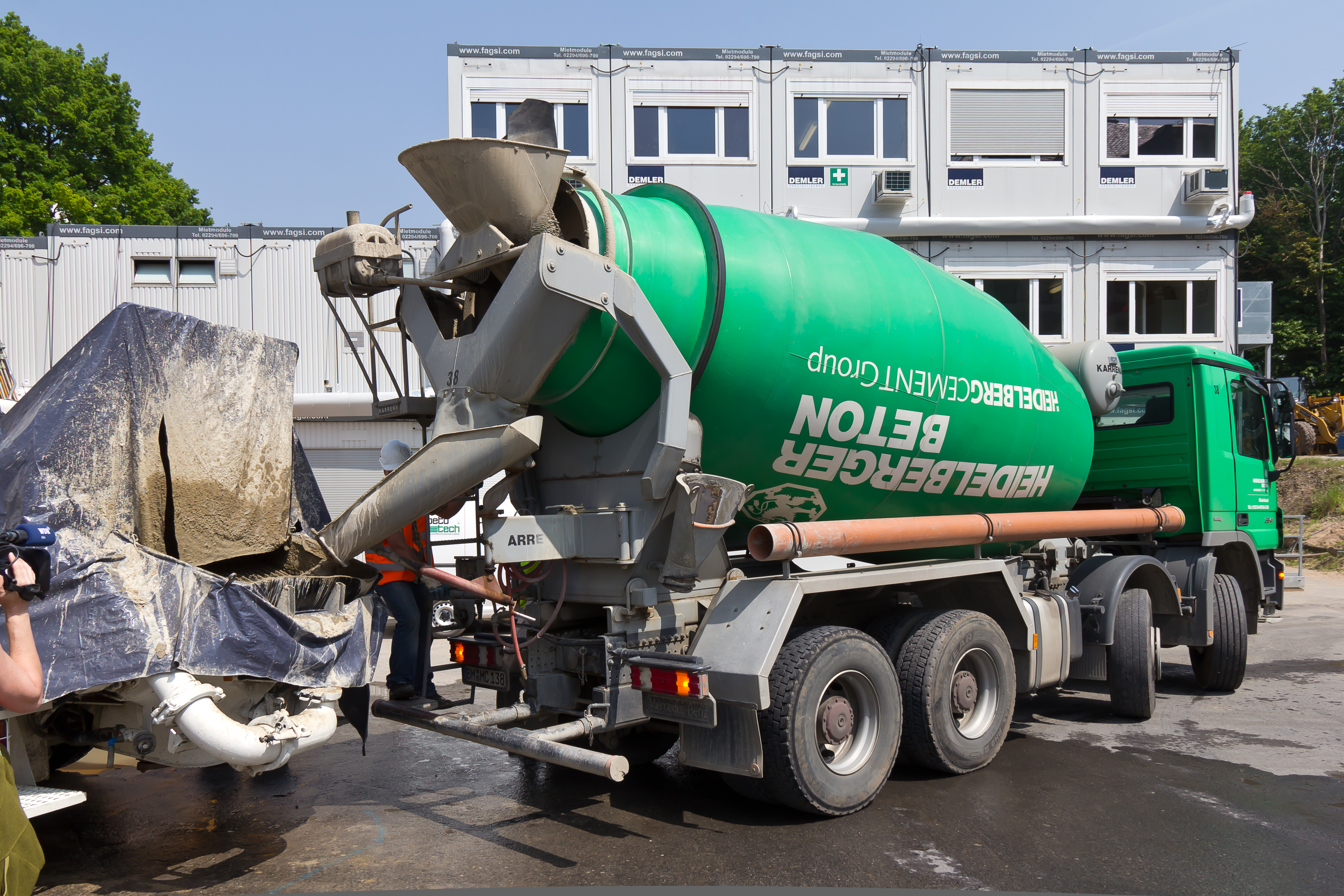
Betongbil från Heidelberg Cement.

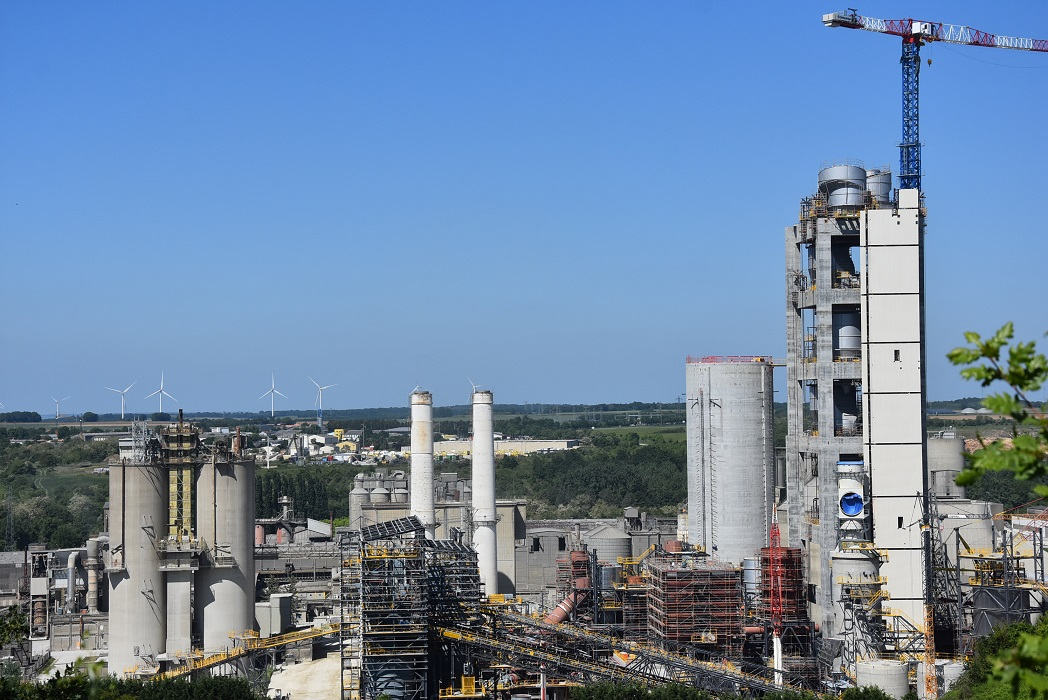
Fabrik under uppbyggnad i Frankrike, våren 2025.

Företaget grundades den 5 juni 1874 av Johann Philipp Schifferdecker, i Heidelberg. År 1896 producerades 80 000 ton portlandcement. Efter 1914 uppköptes flera andra mindre företag och 1936 var produktionen uppe i en miljon ton cement årligen. År 1938 bildades Portland-Zementwerke Heidelberg Aktiengesellschaft. Den internationella verksamheten inleddes med förvärvet av en del av Vicat Cement i Frankrike.
År 1972 uppgick leveranserna till 8,3 miljoner ton. År 1977 påbörjades inköp av företag i USA med förvärvet av Lehigh Cement, och 1990 började expansionen i östra Europa. År 1993 förvärvades en del av SA Cimenteries CBR i Belgien. 
I början av år 2005 övertog industrimannen Adolf Merckle kontrollen över företaget. Sedan 2010 noteras Heidelberg Cement AG på Frankfurtbörsen.
År 2010 hade Heidelberg Cement 29 cementanläggningar i västra och norra Europa, 19 i Östeuropa och Centralasien, 16 fabriker Nordamerika, 14 i Afrika och Medelhavsområdet.  I de flesta europeiska länder är Heidelberg cement marknadsledande inom cementverksamheten.

## Heidelberg Cement i Sverige
År 1999 förvärvade Heidelberg Cement ett antal företag i Sverige med tillverkning av cement, fabriksbetong, ballast, betongprodukter och alternativa bränslen:
- Abetong AB, med tillverkning av bland annat betongelement
- Betongindustri, tillverkare av färdigblandad betong
- Scancem, norsk-svensk cementtillverkare (en sammanslagning av svenska Euroc och norska Aker Norcem)
- Jehander, med affärsverksamhet inom sand, grus och makadam
- Contiga

Heidelberg Cements huvudkontor i Sverige ligger i Liljeholmen, Stockholm.

## Bildgalleri

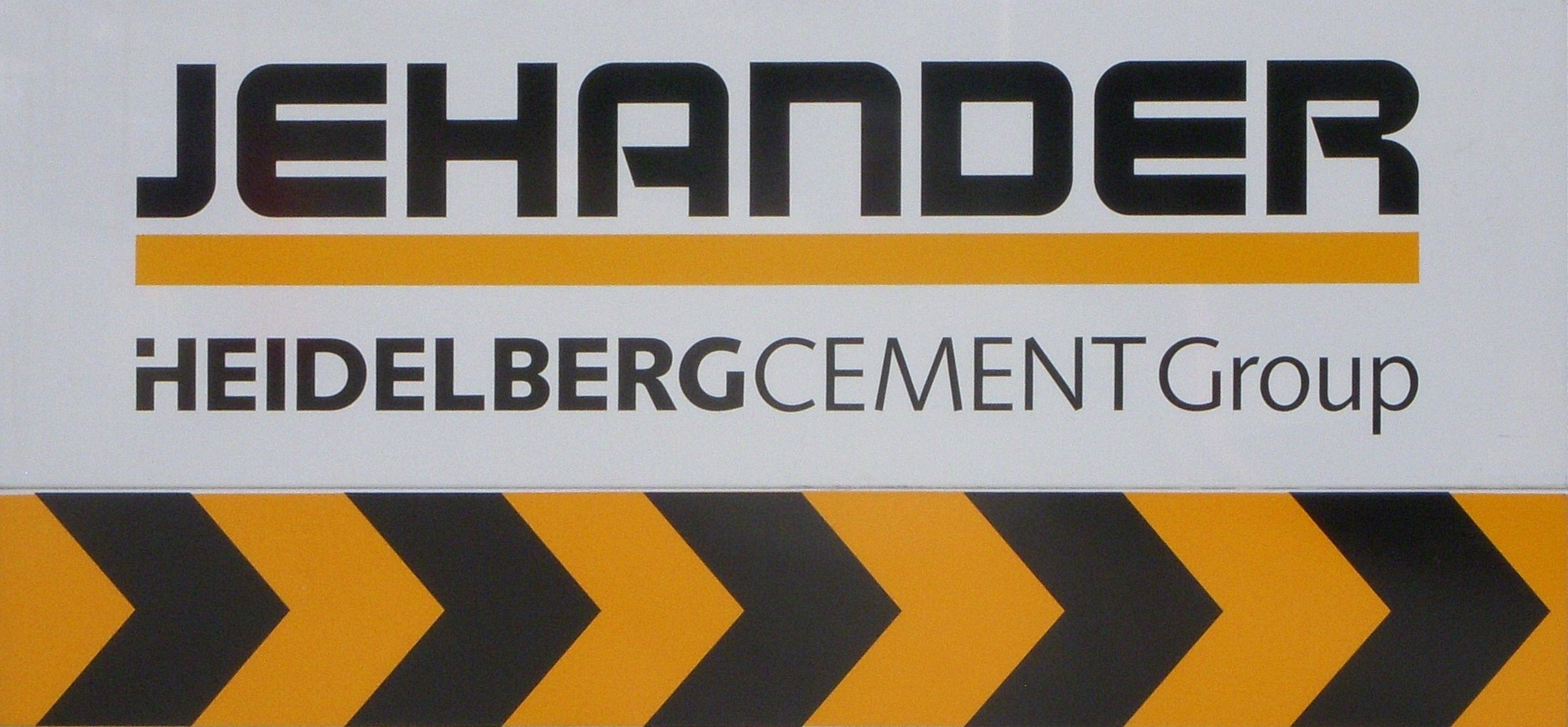
Jehander.
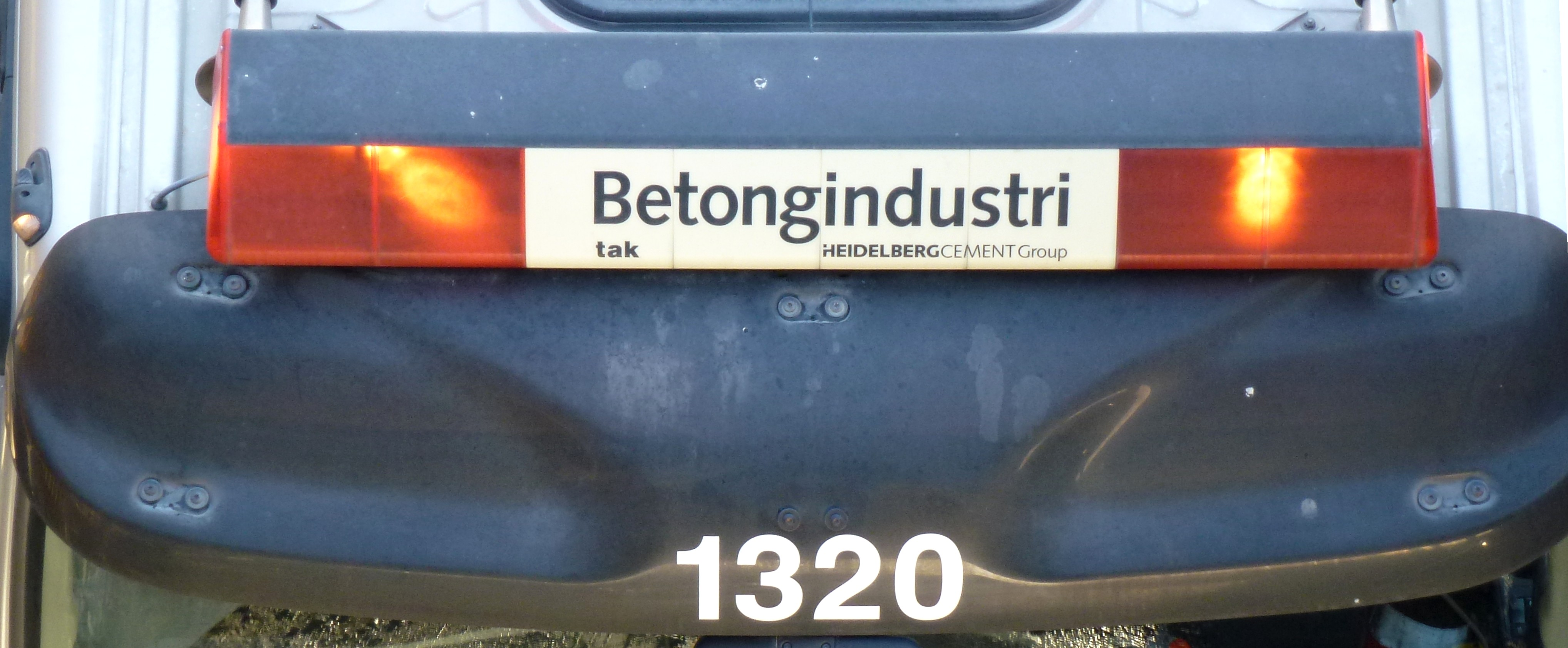
Betongindustri.
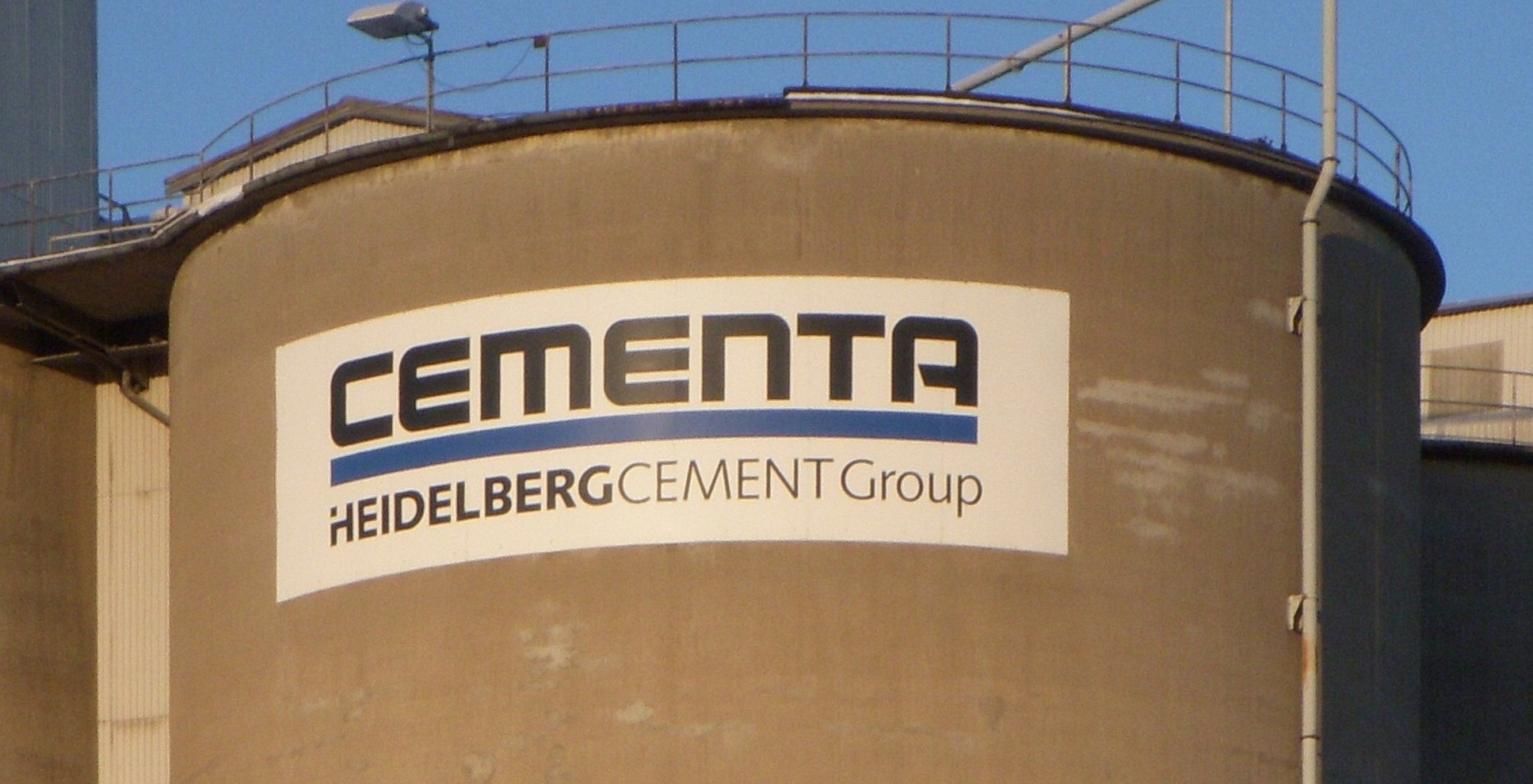
Cementa.
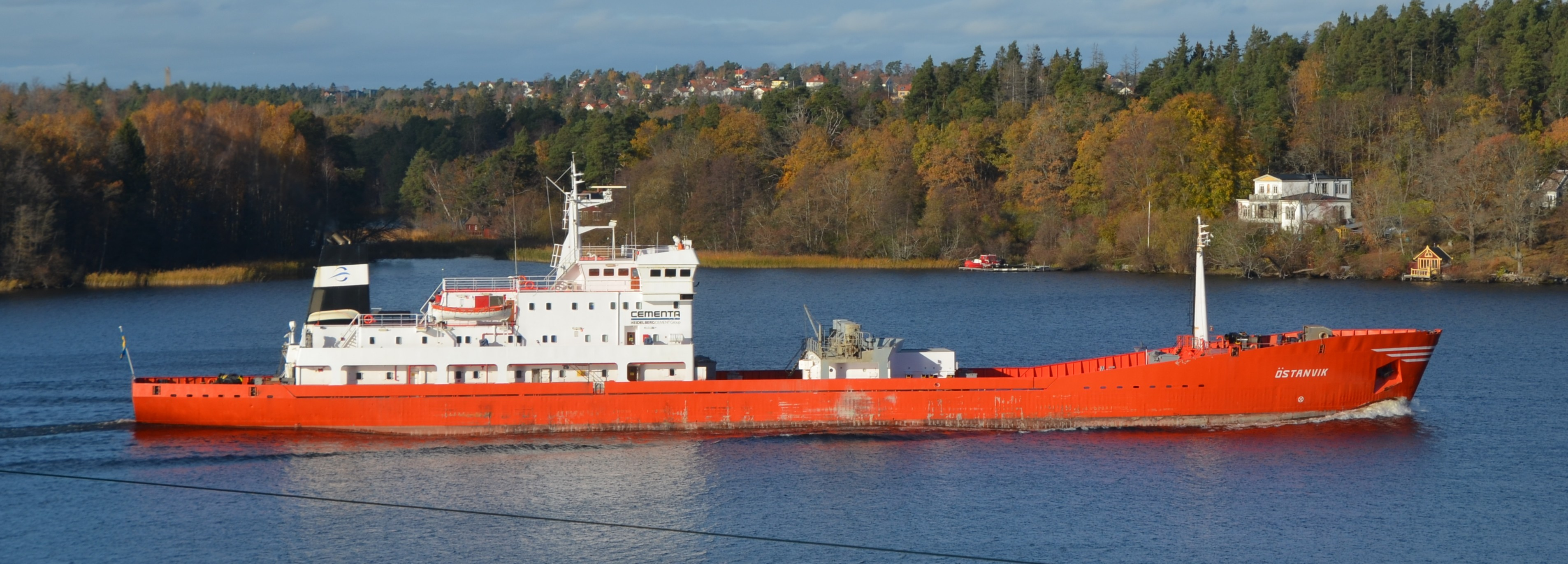
Bulkfartyget M/S Östanvik på väg från Slite till Cementas terminal i Lövholmen i Stockholm.